# Michelle Goos
Michelle Goos (Amsterdam, 27 december 1989) is een Nederlandse handbalster die uitkomt voor het Amsterdam VOC.
In 2016 nam zij met het Nederlands team deel aan de Olympische Spelen. Doordat de wedstrijd om het brons verloren werd van de huidige wereldkampioen Noorwegen, eindigden ze op de vierde plaats.
Michelle Goos is opgegroeid in Oostzaan.